# Медаль Дружби (В'єтнам)
Медаль Дружби (в'єт. Huy chương Hữu nghị) — державна нагорода Соціалістичної Республіки В'єтнам. Медаль заснована 20 червня 1960 року.

## Опис
Медаллю Дружби нагороджуються іноземні громадяни, які певний період працювали у В'єтнамі і які зробили внесок в будівництво народного господарства і оборону В'єтнаму.
Ранні екземпляри медалі мали номери.